# Eric Waldius
Eric Waldius, född 15 maj 1704, död 23 maj 1777 i Torstuna socken, var en svensk präst och riksdagsman.

## Biografi
Eric Waldius var son till prosten i Östervåla socken Jacob Waldius och Beata Margareta Frondin, sonson till Jacob Martini Waldius, släkt med Israel Kolmodin, och professor Elias Frondin var hans morbror. Vid tolv års ålder inskrevs han vid Uppsala universitet och disputerade vid 24 för Fabian Törner och år 1731 för sin morbror varpå han promoverades till magister. Sedan han prästvigts 1733 blev han nådårspredikant och sedan adjunkt i domkyrkan för att 1737 bli vice pastor i Uppsala. Han var också notarie i domkapitlet, innan han fick sin första tjänst som kyrkoherde, i Börje socken 1746, varvid han också blev teologie adjunkt. 1753 fick han pastoratet i Torstuna, blev prost 1754 och kontraktsprost 1765.
Vid riksdagarna 1740/41 och 1742/43 var Waldius förste notarie för prästeståndet.
Waldius var först gift med en dotter till hovjägmästaren Schönberg och sedan med en dotter till domprosten Lars Hydrén. I de båda äktenskapen föddes 17 barn. En dotter var gift med Pehr Fabian Aurivillius, och sonen Elias Waldius var kunglig hovpredikant.